# Vorwahl 03 (Deutschland)
Der Vorwahlbereich 03 in Deutschland umfasst als einer von acht geografischen Vorwahlbereichen in Deutschland die Ortsnetzkennzahlen für die Länder Berlin, Brandenburg, Mecklenburg-Vorpommern, Sachsen-Anhalt, Sachsen und Thüringen sowie das Amt Neuhaus in Niedersachsen. Die Festlegung erfolgt durch die Bundesnetzagentur. Der Vorwahlbereich 03 ist der einzige in Deutschland, der derzeit auch sechsstellige Vorwahlen verwendet.
Die Zentralvermittlungsstelle (ZVSt) für den Bereich befand sich in Berlin.

## 030 – Berlin und Umgebung
- 030  Berlin; Ahrensfelde: Ortsteil Ahrensfelde; Eichwalde; Hoppegarten: Ortsteil Hönower Siedlung; Panketal; Schöneiche; Schönefeld: Ortsteile Kiekebusch, Schönefeld und Waltersdorf

## 031 – Provideransage
- 031-0 Test der Betreiberauswahl und der Betreibervorauswahl bei Fernverbindungen[1]
- 031-1 Test der Betreiberauswahl und der Betreibervorauswahl bei Ortsverbindungen[1]
- 031-2 bis 031-9 sind nicht belegt (freie Dienstekennzahlen)[1]

## 032 – Nationale Teilnehmerrufnummer (NTR)
- 032 Nationale Teilnehmerrufnummern, nicht-geografische Nummern

## 033 – Potsdam und Umgebung
- 0330 – Oranienburg und Umgebung
  - 03301 Oranienburg
  - 03302 Hennigsdorf
  - 03303 Hohen Neuendorf; Birkenwerder
  - 03304 Velten, Oberkrämer, Leegebruch
  - 03305
    - 033051 Löwenberger Land: Ortsteil Nassenheide
    - 033053 Oranienburg: Ortsteil Zehlendorf
    - 033054 Liebenwalde
    - 033055 Kremmen
    - 033056 Glienicke; Mühlenbecker Land: Ortsteil Mühlenbeck

  - 03306 Gransee
  - 03307 Zehdenick
  - 03308
    - 033080 Zehdenick: Ortsteil Marienthal
    - 033082 Stechlin: Ortsteil Menz
    - 033083 Schulzendorf
    - 033084 Löwenberger Land: Ortsteil Gutengermendorf
    - 033085 Gransee: Ortsteil Seilershof
    - 033086 Löwenberger Land: Ortsteil Grieben
    - 033087 Fürstenberg/Havel: Ortsteil Bredereiche
    - 033088 Löwenberger Land: Ortsteil Falkenthal
    - 033089 Fürstenberg/Havel: Ortsteil Himmelpfort

  - 03309
    - 033093 Fürstenberg/Havel
    - 033094 Löwenberger Land: Ortsteil Löwenberg
- 0331 Potsdam
- 0332 – Umgebung von Potsdam
  - 03320
    - 033200 Nuthetal: Ortsteil Bergholz-Rehbrücke
    - 033201 Potsdam: Ortsteil Groß Glienicke
    - 033202 Werder (Havel): Ortsteil Töplitz
    - 033203 Kleinmachnow
    - 033204 Beelitz
    - 033205 Michendorf
    - 033206 Beelitz: Ortsteil Fichtenwalde
    - 033207 Groß Kreutz (Havel)
    - 033208 Potsdam: Ortsteil Fahrland
    - 033209 Schwielowsee: Ortsteil Caputh

  - 03321 Nauen
  - 03322 Dallgow-Döberitz; Falkensee
  - 03323
    - 033230 Nauen: Ortsteil Börnicke
    - 033231 Schönwalde-Glien: Ortsteil Pausin
    - 033232 Brieselang
    - 033233 Ketzin/Havel
    - 033234 Wustermark
    - 033235 Friesack
    - 033237 Paulinenaue
    - 033238 Mühlenberge: Ortsteil Senzke
    - 033239 Nauen: Ortsteil Groß Behnitz

  - 03327 Werder (Havel)
  - 03328 Teltow
  - 03329 Stahnsdorf
- 0333 – Angermünde und Umgebung
  - 03331 Angermünde
  - 03332 Schwedt/Oder
  - 03333
    - 033331 Casekow
    - 033332 Gartz (Oder)
    - 033333 Tantow
    - 033334 Angermünde: Ortsteil Greiffenberg
    - 033335 Pinnow
    - 033336 Passow
    - 033337 Angermünde: Ortsteil Altkünkendorf
    - 033338 Angermünde: Ortsteil Stolpe

  - 03334 Eberswalde
  - 03335 Schorfheide: Ortsteil Finowfurt
  - 03336
    - 033361 Joachimsthal
    - 033362 Liepe
    - 033363 Schorfheide: Ortsteil Altenhof
    - 033364 Ziethen: Ortsteil Groß Ziethen
    - 033365 Parsteinsee: Ortsteil Lüdersdorf
    - 033366 Chorin
    - 033367 Friedrichswalde
    - 033368 Bad Freienwalde (Oder): Ortsteil Hohensaaten
    - 033369 Oderberg

  - 03337 Biesenthal
  - 03338 Bernau bei Berlin
  - 03339
    - 033393 Schorfheide: Ortsteil Groß Schönebeck
    - 033394 Ahrensfelde: Ortsteil Blumberg
    - 033395 Wandlitz: Ortsteil Zerpenschleuse
    - 033396 Wandlitz: Ortsteil Klosterfelde
    - 033397 Bernau bei Berlin: Ortsteil Bernau-Waldsiedlung; Wandlitz
    - 033398 Werneuchen
- 0334 – Strausberg und Umgebung
  - 03341 Strausberg
  - 03342 Neuenhagen bei Berlin
  - 03343
    - 033432 Müncheberg
    - 033433 Buckow (Märkische Schweiz)
    - 033434 Rüdersdorf bei Berlin: Ortsteil Herzfelde
    - 033435 Rehfelde
    - 033436 Prötzel
    - 033437 Märkische Höhe: Ortsteil Reichenberg
    - 033438 Altlandsberg
    - 033439 Fredersdorf-Vogelsdorf

  - 03344 Bad Freienwalde (Oder)
  - 03345
    - 033451 Heckelberg-Brunow
    - 033452 Neulewin
    - 033454 Höhenland: Ortsteil Wölsickendorf-Wollenberg
    - 033456 Wriezen
    - 033457 Oderaue: Ortsteil Altreetz
    - 033458 Falkenberg

  - 03346 Seelow
  - 03347
    - 033470 Lietzen
    - 033472 Golzow
    - 033473 Zechin
    - 033474 Neutrebbin
    - 033475 Letschin
    - 033476 Neuhardenberg
    - 033477 Müncheberg: Ortsteil Trebnitz
    - 033478 Letschin: Ortsteil Groß Neuendorf
    - 033479 Küstriner Vorland: Ortsteil Küstrin-Kietz
- 0335 Frankfurt (Oder)
- 0336 – Umgebung von Frankfurt (Oder)
  - 03360
    - 033601 Podelzig
    - 033602 Zeschdorf: Ortsteil Alt Zeschdorf
    - 033603 Falkenhagen (Mark)
    - 033604 Lebus
    - 033605 Frankfurt (Oder): Ortsteil Booßen
    - 033606 Müllrose
    - 033607 Briesen (Mark)
    - 033608 Jacobsdorf
    - 033609 Brieskow-Finkenheerd

  - 03361 Fürstenwalde/Spree
  - 03362 Erkner
  - 03363
    - 033631 Bad Saarow
    - 033632 Grünheide (Mark): Ortsteil Hangelsberg
    - 033633 Spreenhagen
    - 033634 Berkenbrück
    - 033635 Steinhöfel: Ortsteil Arensdorf
    - 033636 Steinhöfel
    - 033637 Steinhöfel: Ortsteil Beerfelde
    - 033638 Rüdersdorf bei Berlin

  - 03364 Eisenhüttenstadt
  - 03365
    - 033652 Neuzelle
    - 033653 Ziltendorf
    - 033654 Schlaubetal: Ortsteil Fünfeichen
    - 033655 Grunow-Dammendorf
    - 033656 Neuzelle: Ortsteil Bahro
    - 033657 Neuzelle: Ortsteil Steinsdorf

  - 03366 Beeskow
  - 03367
    - 033671 Lieberose
    - 033672 Rietz-Neuendorf: Ortsteil Pfaffendorf
    - 033673 Friedland: Ortsteil Weichensdorf
    - 033674 Tauche: Ortsteil Trebatsch
    - 033675 Tauche
    - 033676 Friedland
    - 033677 Rietz-Neuendorf: Ortsteil Glienicke
    - 033678 Storkow (Mark)
    - 033679 Wendisch Rietz
- 0337 – Luckenwalde und Umgebung
  - 03370
    - 033701 Großbeeren
    - 033702 Wünsdorf
    - 033703 Am Mellensee
    - 033704 Baruth/Mark
    - 033708 Blankenfelde-Mahlow: Ortsteil Dahlewitz; Rangsdorf

  - 03371 Luckenwalde
  - 03372 Jüterbog
  - 03373
    - 033731 Trebbin
    - 033732 Nuthe-Urstromtal: Ortsteil Hennickendorf
    - 033733 Nuthe-Urstromtal: Ortsteil Stülpe
    - 033734 Nuthe-Urstromtal: Ortsteil Felgentreu

  - 03374
    - 033741 Niedergörsdorf
    - 033742 Niedergörsdorf: Ortsteil Oehna
    - 033743 Niedergörsdorf: Ortsteil Blönsdorf
    - 033744 Niederer Fläming: Ortsteil Hohenseefeld
    - 033745 Baruth/Mark: Ortsteil Petkus
    - 033746 Niederer Fläming: Ortsteil Werbig
    - 033747 Treuenbrietzen: Ortsteil Marzahna
    - 033748 Treuenbrietzen

  - 03375 Königs Wusterhausen
  - 03376
    - 033760 Münchehofe
    - 033762 Schönefeld: Siedlung Waltersdorf und Weiler Vorwerk; Schulzendorf; Zeuthen
    - 033763 Bestensee
    - 033764 Mittenwalde
    - 033765 Märkisch Buchholz
    - 033766 Teupitz
    - 033767 Heidesee: Ortsteil Friedersdorf
    - 033768 Heidesee: Ortsteil Prieros
    - 033769 Mittenwalde: Ortsteil Töpchin

  - 03377 Zossen
  - 03378 Ludwigsfelde
  - 03379 Blankenfelde-Mahlow: Ortsteil Mahlow; Schönefeld: Ortsteile Großziethen, Selchow und Waßmannsdorf
- 0338 – Brandenburg an der Havel und Umgebung
  - 03381 Brandenburg an der Havel
  - 03382 Kloster Lehnin
  - 03383
    - 033830 Ziesar
    - 033831 Roskow: Ortsteil Weseram
    - 033832 Rosenau: Ortsteil Rogäsen
    - 033833 Wollin
    - 033834 Havelsee: Ortsteil Pritzerbe
    - 033835 Golzow
    - 033836 Beetzseeheide: Ortsteil Butzow
    - 033837 Beetzsee: Ortsteil Brielow
    - 033838 Päwesin
    - 033839 Wusterwitz

  - 03384
    - 033841 Bad Belzig
    - 033843 Niemegk
    - 033844 Brück
    - 033845 Borkheide
    - 033846 Bad Belzig: Ortsteil Dippmannsdorf
    - 033847 Görzke
    - 033848 Rabenstein/Fläming: Ortsteil Raben
    - 033849 Wiesenburg/Mark

  - 03385 Rathenow
  - 03386 Premnitz
  - 03387
    - 033870 Milower Land: Ortsteil Zollchow
    - 033872 Seeblick: Ortsteil Hohennauen
    - 033873 Milower Land: Ortsteil Großwudicke
    - 033874 Stechow-Ferchesar: Ortsteil Stechow
    - 033875 Rhinow
    - 033876 Buschow
    - 033877 Milower Land: Ortsteil Nitzahn
    - 033878 Nennhausen
- 0339 – Neuruppin und Umgebung
  - 03391 Neuruppin
  - 03392
    - 033920 Walsleben
    - 033921 Rheinsberg: Ortsteil Zechlinerhütte
    - 033922 Fehrbellin: Ortsteil Karwesee
    - 033923 Rheinsberg: Ortsteil Flecken Zechlin
    - 033924 Temnitzquell: Ortsteil Rägelin
    - 033925 Fehrbellin: Ortsteil Wustrau-Altfriesack
    - 033926 Herzberg (Mark)
    - 033928 Temnitztal
    - 033929 Neuruppin: Ortsteil Gühlen-Glienicke

  - 03393
    - 033931 Rheinsberg
    - 033932 Fehrbellin
    - 033933 Lindow (Mark)

  - 03394 Wittstock/Dosse
  - 03395 Pritzwalk
  - 03396
    - 033962 Heiligengrabe
    - 033963 Wittstock/Dosse: Ortsteil Wulfersdorf
    - 033964 Wittstock/Dosse: Ortsteil Fretzdorf
    - 033965 Heiligengrabe: Ortsteil Herzsprung
    - 033966 Wittstock/Dosse: Ortsteil Dranse
    - 033967 Freyenstein
    - 033968 Meyenburg
    - 033969 Marienfließ: Ortsteil Stepenitz

  - 03397
    - 033970 Neustadt (Dosse)
    - 033971 Kyritz
    - 033972 Breddin
    - 033973 Zernitz-Lohm
    - 033974 Wusterhausen/Dosse: Ortsteil Dessow
    - 033975 Gumtow: Ortsteil Dannenwalde
    - 033976 Gumtow: Ortsteil Wutike
    - 033977 Gumtow
    - 033978 Wusterhausen/Dosse: Ortsteil Segeletz
    - 033979 Wusterhausen/Dosse

  - 03398
    - 033981 Putlitz
    - 033982 Plattenburg: Ortsteil Hoppenrade
    - 033983 Groß Pankow (Prignitz)
    - 033984 Heiligengrabe: Ortsteil Blumenthal
    - 033986 Pritzwalk: Ortsteil Falkenhagen
    - 033989 Pritzwalk: Ortsteil Sadenbeck

## 034 – Leipzig und Umgebung
- 0340  Dessau-Roßlau
- 0341  Leipzig; Markkleeberg
- 0342 – Umgebung von Leipzig
  - 03420
    - 034202 Delitzsch
    - 034203 Zwenkau
    - 034204 Schkeuditz
    - 034205 Markranstädt
    - 034206 Rötha
    - 034207 Wiedemar: Ortschaft Zwochau
    - 034208 Löbnitz

  - 03421 Torgau
  - 03422
    - 034221 Belgern-Schildau
    - 034222 Arzberg
    - 034223 Dommitzsch
    - 034224 Belgern-Schildau

  - 03423 Eilenburg
  - 03424
    - 034241 Jesewitz
    - 034242 Zschepplin: Ortsteil Hohenprießnitz
    - 034243 Bad Düben
    - 034244 Mockrehna

  - 03425 Wurzen
  - 03426
    - 034261 Wurzen: Ortsteil Kühren
    - 034262 Lossatal: Ortsteil Falkenhain
    - 034263 Lossatal: Ortsteil Großzschepa

  - 03429
    - 034291 Borsdorf
    - 034292 Brandis
    - 034293 Naunhof
    - 034294 Rackwitz
    - 034295 Krostitz: Ortsteil Krensitz
    - 034296 Groitzsch
    - 034297 Leipzig: Stadtteil Liebertwolkwitz
    - 034298 Taucha
    - 034299 Markkleeberg: Ortsteil Gaschwitz
- 0343 – Döbeln und Umgebung
  - 03431 Döbeln, Großweitzschen: Ortsteile, Roßwein: Ortsteile, Waldheim: Ortsteile
  - 03432
    - 034321 Leisnig
    - 034322 Roßwein, Striegistal: Ortsteile
    - 034324 Jahnatal: Ortsteile
    - 034325 Döbeln: Ortsteile, Jahnatal: Ortsteile
    - 034327 Waldheim, Döbeln: Ortsteile, Kriebstein: Ortsteile, Roßwein: Ortsteile
    - 034328 Hartha

  - 03433 Borna
  - 03434
    - 034341 Frohburg: Ortsteil Tautenhain; Geithain
    - 034342 Neukieritzsch
    - 034343 Regis-Breitingen
    - 034344 Frohburg: Ortsteil Kohren-Sahlis
    - 034345 Bad Lausick; Frohburg: Ortsteil Flößberg
    - 034346 Geithain: Ortsteil Narsdorf; Penig: Ortsteil Obergräfenhain
    - 034347 Rötha: Ortsteil Espenhain
    - 034348 Frohburg

  - 03435 Oschatz
  - 03436
    - 034361 Dahlen
    - 034362 Mügeln, Großweitzschen: Ortsteile, Oschatz: Ortsteile, Jahnatal: Ortsteile,
    - 034363 Cavertitz
    - 034364 Wermsdorf

  - 03437 Grimma
  - 03438
    - 034381 Colditz
    - 034382 Grimma: Ortsteil Nerchau
    - 034383 Trebsen/Mulde
    - 034384 Grimma: Ortsteil Großbothen
    - 034385 Grimma: Ortsteil Mutzschen
    - 034386 Grimma: Ortsteil Dürrweitzschen
- 0344 – Zeitz und Umgebung und Altenburger Land (Thüringen)
  - 03441 Zeitz
  - 03442
    - 034422 Osterfeld
    - 034423 Gutenborn: Ortsteil Heuckewalde
    - 034424 Elsteraue: Ortsteil Reuden
    - 034425 Droyßig
    - 034426 Zeitz: Ortsteil Kayna

  - 03443 Weißenfels
  - 03444
    - 034441 Hohenmölsen
    - 034443 Teuchern
    - 034444 Lützen
    - 034445 Stößen
    - 034446 Weißenfels: Ortsteil Großkorbetha

  - 03445 Naumburg (Saale)
  - 03446
    - 034461 Nebra (Unstrut)
    - 034462 Laucha an der Unstrut
    - 034463 Naumburg (Saale): Ortsteil Bad Kösen
    - 034464 Freyburg (Unstrut)
    - 034465 Bad Bibra
    - 034466 Naumburg (Saale): Ortsteil Janisroda
    - 034467 Eckartsberga

  - 03447 Altenburg
  - 03448 Meuselwitz
  - 03449
    - 034491 Schmölln
    - 034492 Lucka
    - 034493 Gößnitz
    - 034494 Nobitz: Ortsteil Ehrenhain
    - 034495 Dobitschen
    - 034496 Nöbdenitz
    - 034497 Langenleuba-Niederhain
    - 034498 Rositz
- 0345  Halle (Saale)
- 0346 – Merseburg und Umgebung
  - 03460
    - 034600 Petersberg: Ortsteil Ostrau
    - 034601 Teutschenthal
    - 034602 Landsberg
    - 034603 Wettin-Löbejün: Ortsteil Nauendorf
    - 034604 Landsberg: Ortsteil Niemberg
    - 034605 Kabelsketal: Ortsteil Gröbers
    - 034606 Petersberg: Ortsteil Teicha
    - 034607 Wettin-Löbejün: Ortsteil Wettin
    - 034609 Salzatal: Ortschaft Salzmünde

  - 03461 Merseburg
  - 03462 Bad Dürrenberg
  - 03463
    - 034632 Mücheln (Geiseltal)
    - 034633 Braunsbedra
    - 034635 Goethestadt Bad Lauchstädt
    - 034636 Goethestadt Bad Lauchstädt: Ortsteil Schafstädt
    - 034637 Braunsbedra: Ortsteil Frankleben
    - 034638 Leuna: Ortsteil Zöschen
    - 034639      Schkopau: Ortsteil Wallendorf (Luppe)

  - 03464 Sangerhausen
  - 03465
    - 034651 Südharz: Ortsteil Roßla
    - 034652 Allstedt
    - 034653 Südharz: Ortsteil Rottleberode
    - 034654 Südharz: Ortsteil Stadt Stolberg (Harz)
    - 034656 Wallhausen
    - 034658 Südharz: Ortsteil Hayn (Harz)
    - 034659 Blankenheim

  - 03466 Artern
  - 03467
    - 034671 Bad Frankenhausen/Kyffhäuser
    - 034672 Roßleben
    - 034673 Heldrungen

  - 03469
    - 034691 Könnern
    - 034692 Alsleben (Saale)
- 0347 – Bernburg und Umgebung
  - 03471 Bernburg (Saale)
  - 03472
    - 034721 Nienburg (Saale)
    - 034722 Bernburg (Saale): Ortsteil Preußlitz

  - 03473 Aschersleben
  - 03474
    - 034741 Seeland: Ortsteil Frose
    - 034742 Arnstein: Ortsteil Sylda
    - 034743 Falkenstein/Harz: Ortsteil Ermsleben
    - 034745 Aschersleben: Ortsteil Winningen
    - 034746 Giersleben

  - 03475 Lutherstadt Eisleben
  - 03476 Hettstedt
  - 03477
    - 034771 Querfurt
    - 034772 Helbra
    - 034773 Salzatal: Ortsteil Schwittersdorf der Ortschaft Beesenstedt
    - 034774 Seegebiet Mansfelder Land: Ortsteil Röblingen am See
    - 034775 Sangerhausen: Ortsteil Wippra
    - 034776 Lutherstadt Eisleben: Ortsteil Rothenschirmbach
    - 034779 Mansfeld: Ortsteil Abberode

  - 03478
    - 034781 Arnstein: Ortsteil Greifenhagen
    - 034782 Mansfeld
    - 034783 Gerbstedt
    - 034785 Arnstein: Ortsteil Sandersleben
- 0349 – Lutherstadt Wittenberg und Umgebung
  - 03490
    - 034901 Dessau-Roßlau: Stadtteil Roßlau
    - 034903 Coswig (Anhalt)
    - 034904 Oranienbaum-Wörlitz: Ortsteil Oranienbaum
    - 034905 Oranienbaum-Wörlitz: Ortsteil Wörlitz
    - 034906 Raguhn-Jeßnitz: Ortsteil Raguhn
    - 034907 Coswig (Anhalt): Ortsteil Jeber-Bergfrieden
    - 034909 Aken (Elbe)

  - 03491 Lutherstadt Wittenberg
  - 03492
    - 034920 Lutherstadt Wittenberg: Ortsteil Kropstädt
    - 034921 Kemberg
    - 034922 Zahna-Elster: Ortsteil Mühlanger
    - 034923 Coswig (Anhalt): Ortsteil Cobbelsdorf
    - 034924 Zahna-Elster: Ortsteil Zahna
    - 034925 Bad Schmiedeberg
    - 034926 Bad Schmiedeberg: Ortschaft Pretzsch (Elbe)
    - 034927 Kemberg: Ortsteil Globig
    - 034928 Lutherstadt Wittenberg: Ortsteil Seegrehna
    - 034929 Lutherstadt Wittenberg: Ortsteil Straach

  - 03493 Bitterfeld-Wolfen: Ortsteil Bitterfeld
  - 03494 Bitterfeld-Wolfen: Ortsteil Wolfen
  - 03495
    - 034953 Gräfenhainichen
    - 034954 Sandersdorf-Brehna: Ortsteil Roitzsch
    - 034955 Muldestausee: Ortsteil Gossa
    - 034956 Zörbig

  - 03496 Köthen (Anhalt)
  - 03497
    - 034973 Osternienburger Land: Ortsteil Osternienburg
    - 034975 Südliches Anhalt: Ortsteil Görzig
    - 034976 Südliches Anhalt: Stadt Gröbzig
    - 034977 Südliches Anhalt: Quellendorf
    - 034978 Südliches Anhalt: Stadt Radegast
    - 034979 Osternienburger Land: Ortsteil Wulfen

## 035 – Dresden und Umgebung
- 0350 – Pirna und Umgebung
  - 03501 Pirna
  - 03502
    - 035020 Struppen
    - 035021 Königstein (Sächsische Schweiz)
    - 035022 Bad Schandau
    - 035023 Bad Gottleuba-Berggießhübel: Ortsteil Bad Gottleuba
    - 035024 Stadt Wehlen
    - 035025 Liebstadt
    - 035026 Dürrröhrsdorf-Dittersbach: Ortsteil Dürrröhrsdorf
    - 035027 Müglitztal
    - 035028 Bad Schandau: Ortsteil Krippen

  - 03503
    - 035032 Bad Gottleuba-Berggießhübel: Ortsteil Langenhennersdorf
    - 035033 Rosenthal-Bielatal

  - 03504 Dippoldiswalde; Rabenau: Ortsteil Karsdorf
  - 03505
    - 035052 Altenberg: Ortsteil Kipsdorf
    - 035053 Glashütte
    - 035054 Altenberg: Ortsteil Lauenstein
    - 035055 Klingenberg: Ortsteil Höckendorf
    - 035056 Altenberg
    - 035057 Hermsdorf/Erzgeb.
    - 035058 Klingenberg: Ortsteil Pretzschendorf
- 0351  Dresden; Bannewitz; Freital; Klipphausen: Ortschaft Gauernitz und Ortsteil Weistropp; Rabenau; Radebeul; Dohna Ortsteil Röhrsdorf
- 0352 – Meißen und Umgebung
  - 03520
    - 035200 Arnsdorf
    - 035201 Dresden: Ortschaft Langebrück
    - 035202 Klingenberg
    - 035203 Tharandt
    - 035204 Klipphausen; Wilsdruff
    - 035205 Ottendorf-Okrilla
    - 035206 Bannewitz: Ortsteil Possendorf; Kreischa
    - 035207 Moritzburg
    - 035208 Radeburg
    - 035209 Wilsdruff: Ortsteil Mohorn

  - 03521 Meißen; Klipphausen: Ortsteile Garsebach und Robschütz in der Ortschaft Miltitz und Ortschaft Scharfenberg
  - 03522 Großenhain
  - 03523 Coswig
  - 03524
    - 035240 Thiendorf: Ortsteil Tauscha
    - 035241 Lommatzsch
    - 035242 Nossen
    - 035243 Weinböhla
    - 035244 Käbschütztal: Ortsteil Krögis
    - 035245 Klipphausen: Ortschaft Tanneberg
    - 035246 Nossen: Ortsteil Ziegenhain
    - 035247 Diera-Zehren: Ortsteil Zehren
    - 035248 Schönfeld
    - 035249 Priestewitz: Ortsteil Baßlitz

  - 03525 Riesa
  - 03526
    - 035263 Gröditz
    - 035264 Strehla
    - 035265 Nünchritz & Glaubitz
    - 035266 Hirschstein: Ortsteil Heyda
    - 035267 Diesbar-Seußlitz (OT von Nünchritz) & weitere Ortsteile von Nünchritz
    - 035268 Stauchitz

  - 03528 Radeberg
  - 03529 Heidenau
- 0353 – Finsterwalde und Umgebung
  - 03531 Finsterwalde
  - 03532
    - 035322 Doberlug-Kirchhain
    - 035323 Sonnewalde
    - 035324 Crinitz
    - 035325 Rückersdorf
    - 035326 Schönborn
    - 035327 Doberlug-Kirchhain: Ortsteil Prießen
    - 035329 Bronkow: Ortsteile Lipten und Lug, Großräschen: Ortsteile Barzig, Saalhausen und Wormlage, Sallgast: Ortsteil Dollenchen

  - 03533 Elsterwerda
  - 03534
    - 035341 Bad Liebenwerda
    - 035342 Mühlberg/Elbe
    - 035343 Hirschfeld

  - 03535 Herzberg (Elster)
  - 03536
    - 035361 Schlieben
    - 035362 Schönewalde
    - 035363 Herzberg (Elster): Ortsteil Fermerswalde
    - 035364 Lebusa
    - 035365 Falkenberg/Elster

  - 03537 Jessen (Elster)
  - 03538
    - 035383 Zahna-Elster: Ortsteil Elster (Elbe)
    - 035384 Jessen (Elster): Ortsteil Steinsdorf
    - 035385 Annaburg
    - 035386 Annaburg: Ortsteil Stadt Prettin
    - 035387 Jessen (Elster): Ortsteil Seyda
    - 035388 Jessen (Elster): Ortsteil Klöden
    - 035389 Jessen (Elster): Ortsteil Holzdorf
- 0354 – Calau und Umgebung
  - 03541 Calau
  - 03542 Lübbenau
  - 03543
    - 035433 Vetschau/Spreewald
    - 035434 Altdöbern, Bronkow
    - 035435 Calau: Ortsteil Gollmitz
    - 035436 Vetschau/Spreewald: Ortsteil Laasow
    - 035439 Calau: Ortsteil Zinnitz

  - 03544 Luckau
  - 03545
    - 035451 Dahme/Mark
    - 035452 Golßen
    - 035453 Drahnsdorf
    - 035454 Luckau: Ortsteil Uckro
    - 035455 Heideblick: Ortsteil Walddrehna
    - 035456 Lübbenau/Spreewald: Ortsteile Hindenberg und Klein Radden; Luckau: Ortsteile Duben und Terpt

  - 03546 Lübben (Spreewald)
  - 03547
    - 035471 Märkische Heide: Ortsteil Birkenhainchen
    - 035472 Schlepzig
    - 035473 Unterspreewald: Ortsteil Neu Lübbenau
    - 035474 Schönwald (Brandenburg)
    - 035475 Straupitz (Spreewald)
    - 035476 Märkische Heide: Ortsteil Wittmannsdorf
    - 035477 Rietz-Neuendorf
    - 035478 Schwielochsee: Ortsteil Goyatz
- 0355  Cottbus
- 0356 – Umgebung von Cottbus
  - 03560
    - 035600 Döbern
    - 035601 Peitz
    - 035602 Drebkau
    - 035603 Burg (Spreewald)
    - 035604 Krieschow
    - 035605 Komptendorf
    - 035606 Briesen
    - 035607 Jänschwalde
    - 035608 Neuhausen/Spree: Ortsteil Groß Oßnig
    - 035609 Drachhausen

  - 03561 Guben
  - 03562 Forst (Lausitz)
  - 03563 Spremberg
  - 03564 Spremberg: Ortsteil Schwarze Pumpe
  - 03569
    - 035691 Schenkendöbern: Ortsteil Bärenklau
    - 035692 Schenkendöbern: Ortsteil Kerkwitz
    - 035693 Schenkendöbern: Ortsteil Lauschütz
    - 035694 Wiesengrund: Ortsteil Gosda
    - 035695 Groß Schacksdorf-Simmersdorf, Ortsteil Simmersdorf
    - 035696 Forst (Lausitz): Ortsteil Briesnig
    - 035697 Neuhausen/Spree: Ortsteil Bagenz
    - 035698 Spremberg: Ortsteil Hornow
- 0357 – Hoyerswerda und Umgebung
  - 03571 Hoyerswerda
  - 03572
    - 035722 Lauta
    - 035723 Bernsdorf
    - 035724 Lohsa
    - 035725 Wittichenau
    - 035726 Lohsa: Ortsteil Groß Särchen
    - 035727 Spreetal
    - 035728 Boxberg/O.L.: Ortsteil Uhyst

  - 03573 Senftenberg
  - 03574 Lauchhammer
  - 03575
    - 035751 Welzow
    - 035752 Ruhland, Schwarzheide
    - 035753 Großräschen
    - 035754 Schipkau: Ortsteil Klettwitz
    - 035755 Ortrand
    - 035756 Senftenberg: Ortsteil Hosena

  - 03576 Weißwasser/Oberlausitz
  - 03577
    - 035771 Bad Muskau
    - 035772 Rietschen
    - 035773 Schleife
    - 035774 Boxberg/O.L.
    - 035775 Krauschwitz: Ortsteil Pechern

  - 03578 Kamenz
  - 03579
    - 035792 Oßling
    - 035793 Elstra
    - 035795 Königsbrück
    - 035796 Panschwitz-Kuckau
    - 035797 Schwepnitz
- 0358 – Görlitz und Umgebung
  - 03581 Görlitz
  - 03582
    - 035820 Neißeaue: Ortsteil Zodel
    - 035822 Görlitz: Ortsteil Hagenwerder
    - 035823 Ostritz
    - 035825 Kodersdorf
    - 035826 Königshain
    - 035827 Waldhufen: Ortsteil Nieder Seifersdorf
    - 035828 Reichenbach/O.L.
    - 035829 Markersdorf: Ortsteil Gersdorf

  - 03583 Zittau
  - 03584
    - 035841 Großschönau
    - 035842 Oderwitz: Ortsteil Niederoderwitz
    - 035843 Zittau: Ortsteil Hirschfelde
    - 035844 Oybin

  - 03585 Löbau
  - 03586 Ebersbach-Neugersdorf
  - 03587
    - 035872 Neusalza-Spremberg
    - 035873 Herrnhut
    - 035874 Bernstadt a. d. Eigen
    - 035875 Kottmar: Ortsteil Obercunnersdorf
    - 035876 Weißenberg
    - 035877 Cunewalde

  - 03588 Niesky
  - 03589
    - 035891 Rothenburg/O.L.
    - 035892 Horka
    - 035893 Mücka
    - 035894 Hähnichen
    - 035895 Boxberg/O.L.: Ortsteil Klitten
- 0359 – Bautzen und Umgebung
  - 03591 Bautzen
  - 03592 Schirgiswalde-Kirschau: Ortsteil Kirschau
  - 03593
    - 035930 Göda: Ortsteil Seitschen
    - 035931 Königswartha
    - 035932 Malschwitz: Ortsteil Guttau
    - 035933 Neschwitz
    - 035934 Großdubrau
    - 035935 Bautzen: Ortsteil Kleinwelka
    - 035936 Sohland an der Spree
    - 035937 Göda: Ortsteil Prischwitz
    - 035938 Großpostwitz
    - 035939 Hochkirch: Ortsteil Pommritz

  - 03594 Bischofswerda
  - 03595
    - 035951 Neukirch/Lausitz
    - 035952 Großröhrsdorf
    - 035953 Burkau
    - 035954 Großharthau
    - 035955 Pulsnitz

  - 03596 Neustadt in Sachsen
  - 03597
    - 035971 Sebnitz
    - 035973 Stolpen
    - 035974 Sebnitz: Ortsteil Hinterhermsdorf
    - 035975 Hohnstein

## 036 – Erfurt und Umgebung
- 0360 – Mühlhausen/Thüringen und Umgebung mit dem Eichsfeld
  - 03601 Mühlhausen/Thüringen
  - 03602
    - 036020 Ebeleben
    - 036021 Nottertal-Heilinger Höhen: Ortsteil Schlotheim
    - 036022 Unstrut-Hainich: Ortsteil Großengottern
    - 036023 Unstruttal: Ortsteil Horsmar
    - 036024 Südeichsfeld: Ortsteil Katharinenberg
    - 036025 Körner
    - 036026 Dingelstädt: Ortsteil Struth, Mühlhausen/Thüringen: Ortsteil Eigenrieden
    - 036027 Südeichsfeld: Ortsteil Lengenfeld unterm Stein
    - 036028 Kammerforst
    - 036029 Unstruttal: Ortsteile Kleinkeula, Menteroda, Sollstedt, Urbach und Zaunröden

  - 03603 Bad Langensalza
  - 03604
    - 036041 Bad Tennstedt
    - 036042 Tonna: Ortsteil Gräfentonna
    - 036043 Kirchheilingen

  - 03605 Leinefelde-Worbis: Ortsteil Leinefelde
  - 03606 Heilbad Heiligenstadt
  - 03607
    - 036071 Teistungen
    - 036072 Sonnenstein: Ortsteil Weißenborn-Lüderode
    - 036074 Leinefelde-Worbis: Ortsteil Worbis
    - 036075 Dingelstädt
    - 036076 Niederorschel
    - 036077 Am Ohmberg: Ortsteil Großbodungen

  - 03608
    - 036081 Arenshausen
    - 036082 Schimberg: Ortsteil Ershausen
    - 036083 Uder
    - 036084 Heuthen
    - 036085 Reinholterode
    - 036087 Uder: Ortsteil Wüstheuterode
- 0361  Erfurt
- 0362 – Gotha und Umgebung
  - 03620
    - 036200 Elxleben
    - 036201 Walschleben
    - 036202 Nesse-Apfelstädt: Ortsteil Neudietendorf
    - 036203 Erfurt: Ortsteil Vieselbach
    - 036204 Erfurt: Ortsteil Stotternheim
    - 036205 Geratal: Ortsteile Dörrberg und Gräfenroda
    - 036206 Großfahner
    - 036207 Plaue
    - 036208 Erfurt: Ortsteil Ermstedt
    - 036209 Klettbach

  - 03621 Gotha
  - 03622 Waltershausen
  - 03623 Friedrichroda
  - 03624 Ohrdruf
  - 03625
    - 036252 Tambach-Dietharz
    - 036253 Georgenthal
    - 036254 Nessetal: Ortsteil Friedrichswerth
    - 036255 Nessetal: Ortsteil Goldbach
    - 036256 Drei Gleichen: Ortsteil Wechmar
    - 036257 Luisenthal
    - 036258 Friemar
    - 036259 Bad Tabarz

  - 03628 Arnstadt
  - 03629 Stadtilm
- 0363 – Nordhausen und Umgebung
  - 03631 Nordhausen
  - 03632 Sondershausen
  - 03633
    - 036330 Sondershausen: Ortsteil Großberndten
    - 036331 Harztor
    - 036332 Ellrich
    - 036333 Heringen/Helme
    - 036334 Bleicherode: Ortsteil Wolkramshausen
    - 036335 Werther: Ortsteil Großwechsungen
    - 036336 Hohenstein: Ortsteil Klettenberg
    - 036337 Hohenstein: Ortsteil Schiedungen
    - 036338 Bleicherode

  - 03634 Sömmerda
  - 03635 Kölleda
  - 03636 Greußen
  - 03637
    - 036370 Greußen: Ortsteil Großenehrich
    - 036371 Schloßvippach
    - 036372 Kleinneuhausen
    - 036373 Buttstädt
    - 036374 Weißensee
    - 036375 Kindelbrück
    - 036376 Straußfurt
    - 036377 Rastenberg
    - 036378 Ostramondra
    - 036379 Greußen: Ortsteil Holzengel
- 0364 – Jena und Umgebung
  - 03641 Jena
  - 03642
    - 036421 Dornburg-Camburg: Ortsteil Camburg; Molauer Land: Ortsteil Leislau
    - 036422 Reinstädt
    - 036423 Orlamünde
    - 036424 Kahla
    - 036425 Jena: Ortsteil Isserstedt
    - 036426 Ottendorf
    - 036427 Dornburg-Camburg: Ortsteil Dornburg
    - 036428 Stadtroda

  - 03643 Weimar
  - 03644 Apolda
  - 03645
    - 036450 Kranichfeld
    - 036451 Am Ettersberg: Ortsteil Buttelstedt
    - 036452 Am Ettersberg: Ortsteil Berlstedt
    - 036453 Mellingen
    - 036454 Magdala
    - 036458 Bad Berka
    - 036459 Blankenhain

  - 03646
    - 036461 Bad Sulza
    - 036462 Ilmtal-Weinstraße: Ortsteil Oßmannstedt
    - 036463 Bad Sulza: Ortsteil Gebstedt
    - 036464 Bad Sulza: Ortsteil Wormstedt
    - 036465 Apolda: Ortsteil Oberndorf

  - 03647 Pößneck
  - 03648
    - 036481 Neustadt an der Orla
    - 036482 Triptis
    - 036483 Ziegenrück
    - 036484 Neustadt an der Orla: Ortsteil Knau
- 0365  Gera
- 0366 – Umgebung von Gera
  - 03660
    - 036601 Hermsdorf
    - 036602 Ronneburg
    - 036603 Weida
    - 036604 Münchenbernsdorf
    - 036605 Bad Köstritz
    - 036606 Kraftsdorf
    - 036607 Harth-Pöllnitz: Ortsteil Niederpöllnitz
    - 036608 Seelingstädt

  - 03661 Greiz
  - 03662
    - 036621 Elsterberg
    - 036622 Zeulenroda-Triebes: Ortsteil Triebes
    - 036623 Berga-Wünschendorf: Ortsteil Berga/Elster
    - 036624 Mohlsdorf-Teichwolframsdorf: Ortsteil Teichwolframsdorf
    - 036625 Langenwetzendorf
    - 036626 Auma-Weidatal: Ortsteil Auma
    - 036628 Zeulenroda-Triebes: Ortsteil Zeulenroda

  - 03663 Schleiz
  - 03664
    - 036640 Remptendorf
    - 036642 Rosenthal am Rennsteig: Ortsteil Harra
    - 036643 Remptendorf: Ortsteil Thimmendorf
    - 036644 Hirschberg
    - 036645 Pausa-Mühltroff: Ortsteil Mühltroff
    - 036646 Tanna
    - 036647 Saalburg-Ebersdorf: Ortsteil Saalburg
    - 036648 Dittersdorf
    - 036649 Gefell

  - 03665
    - 036651 Bad Lobenstein
    - 036652 Wurzbach
    - 036653 Lehesten

  - 03669
    - 036691 Eisenberg
    - 036692 Bürgel
    - 036693 Crossen an der Elster
    - 036694 Schkölen
    - 036695      Gera: Ort Söllmnitz im Ortsteil Cretzschwitz/Söllmnitz
- 0367 – Saalfeld und Umgebung
  - 03670
    - 036701 Neuhaus am Rennweg: Ortsteil Lichte
    - 036702 Lauscha
    - 036703 Gräfenthal
    - 036704 Neuhaus am Rennweg: Ortsteil Steinheid
    - 036705 Schwarzatal: Ortsteil Oberweißbach/Thür. Wald

  - 03671 Saalfeld/Saale
  - 03672 Rudolstadt
  - 03673
    - 036730 Sitzendorf
    - 036731 Probstzella: Ortsteil Unterloquitz
    - 036732 Unterwellenborn: Ortsteil Könitz
    - 036733 Kaulsdorf
    - 036734 Leutenberg
    - 036735 Probstzella
    - 036736 Saalfeld/Saale: Ortsteil Arnsgereuth
    - 036737 Drognitz
    - 036738 Königsee: Ortsteil Königsee
    - 036739 Königsee: Ortsteil Rottenbach

  - 03674
    - 036741 Bad Blankenburg
    - 036742 Uhlstädt-Kirchhasel: Ortsteil Uhlstädt
    - 036743 Rudolstadt: Ortsteil Teichel
    - 036744 Rudolstadt: Ortsteil Remda

  - 03675 Sonneberg
  - 03676
    - 036761 Föritztal: Ortsteil Heubisch
    - 036762 Steinach
    - 036764 Föritztal: Ortsteil Neuhaus-Schierschnitz
    - 036766 Schalkau

  - 03677 Ilmenau
  - 03678
    - 036781 Goldisthal; Großbreitenbach; Katzhütte
    - 036782 Suhl: Ortsteil Schmiedefeld am Rennsteig
    - 036783 Ilmenau: Ortsteil Gehren
    - 036784 Ilmenau: Ortsteil Stützerbach
    - 036785 Ilmenau: Ortsteil Gräfinau-Angstedt

  - 03679 Neuhaus am Rennweg
- 0368 – Suhl und Umgebung
  - 03680
  - 03681 Suhl
  - 03682 Zella-Mehlis
  - 03683 Schmalkalden
  - 03684
    - 036840 Brotterode-Trusetal
    - 036841 Schleusingen
    - 036842 Oberhof
    - 036843 Zella-Mehlis: Ortsteil Benshausen
    - 036844 Rohr
    - 036845 Suhl: Ortsteil Gehlberg
    - 036846 Suhl: Ortsteil Dietzhausen
    - 036847 Steinbach-Hallenberg
    - 036848 Schmalkalden: Ortsteil Wernshausen
    - 036849 Floh-Seligenthal: Ortsteil Kleinschmalkalden

  - 03685 Hildburghausen, Straufhain (teilweise)
  - 03686 Eisfeld
  - 03687
    - 036870 Masserberg
    - 036871 Heldburg (außer Gompertshausen), Ummerstadt, Schweickershausen
    - 036873 Themar
    - 036874 Schleusegrund: Ortsteil Schönbrunn
    - 036875 Westhausen, Schlechtsart; Straufhain: Ortsteile Streufdorf, Seidingstadt und Linden; Heldburg: Stadtteil Gompertshausen
    - 036878 Auengrund: Ortsteil Brattendorf
- 0369 – Eisenach und Umgebung
  - 03691 Eisenach
  - 03692
    - 036920 Hörselberg-Hainich: Ortsteil Großenlupnitz
    - 036921 Wutha-Farnroda
    - 036922 Gerstungen
    - 036923 Treffurt
    - 036924 Amt Creuzburg: Ortsteil Mihla
    - 036925 Gerstungen: Ortsteil Marksuhl
    - 036926 Amt Creuzburg: Ortsteil Creuzburg
    - 036927 Gerstungen: Ortsteil Unterellen
    - 036928 Eisenach: Ortsteil Neuenhof
    - 036929 Ruhla

  - 03693 Meiningen
  - 03694
    - 036940 Wasungen: Ortsteil Oepfershausen
    - 036941 Wasungen
    - 036943 Rhönblick: Ortsteil Bettenhausen
    - 036944 Grabfeld: Ortsteil Rentwertshausen
    - 036945 Meiningen: Ortsteil Henneberg
    - 036946 Erbenhausen
    - 036947 Grabfeld: Ortsteil Jüchsen
    - 036948 Römhild
    - 036949 Obermaßfeld-Grimmenthal: Ortsteil Obermaßfeld

  - 03695 Bad Salzungen
  - 03696
    - 036961 Bad Liebenstein
    - 036962 Vacha
    - 036963 Krayenberggemeinde: Ortsteil Dorndorf
    - 036964 Dermbach
    - 036965 Dermbach: Ortsteil Stadtlengsfeld
    - 036966 Kaltennordheim
    - 036967 Geisa
    - 036968 Roßdorf
    - 036969 Krayenberggemeinde: Ortsteil Merkers

## 037 – Chemnitz und Umgebung
- 0371  Chemnitz
- 0372 – Umgebung von Chemnitz
  - 03720
    - 037200 Chemnitz: Stadtteil Wittgensdorf
    - 037202 Claußnitz
    - 037203 Gersdorf
    - 037204 Lichtenstein/Sa.
    - 037206 Frankenberg/Sa.
    - 037207 Hainichen
    - 037208 Lichtenau: Ortsteil Oberlichtenau
    - 037209 Chemnitz: Stadtteil Einsiedel

  - 03721 Burkhardtsdorf: Ortsteil Meinersdorf
  - 03722 Limbach-Oberfrohna
  - 03723 Hohenstein-Ernstthal
  - 03724 Burgstädt
  - 03725 Zschopau
  - 03726 Flöha
  - 03727 Mittweida
  - 03729
    - 037291 Augustusburg
    - 037292 Oederan
    - 037293 Eppendorf
    - 037294 Grünhainichen
    - 037295 Lugau
    - 037296 Stollberg/Erzgeb.
    - 037297 Thum
    - 037298 Oelsnitz/Erzgeb.
- 0373 – Freiberg und Umgebung
  - 03731 Freiberg
  - 03732
    - 037320 Mulda/Sa.
    - 037321 Oederan: Ortsteil Frankenstein
    - 037322 Brand-Erbisdorf
    - 037323 Lichtenberg/Erzgeb.
    - 037324 Reinsberg
    - 037325 Bobritzsch-Hilbersdorf: Ortsteil Bobritzsch
    - 037326 Frauenstein
    - 037327 Rechenberg-Bienenmühle
    - 037328 Großschirma
    - 037329 Großhartmannsdorf

  - 03733 Annaberg-Buchholz
  - 03734
    - 037341 Ehrenfriedersdorf
    - 037342 Sehmatal: Ortsteil Cranzahl
    - 037343 Jöhstadt
    - 037344 Crottendorf
    - 037346 Geyer
    - 037347 Bärenstein
    - 037348 Oberwiesenthal
    - 037349 Scheibenberg

  - 03735 Marienberg
  - 03736
    - 037360 Olbernhau
    - 037361 Neuhausen/Erzgeb.
    - 037362 Kurort Seiffen/Erzgeb.
    - 037363 Marienberg: Ortsteil Zöblitz
    - 037364 Marienberg: Ortsteil Reitzenhain
    - 037365 Sayda
    - 037366 Marienberg: Rübenau
    - 037367 Pockau-Lengefeld: Ortsteil Lengefeld
    - 037368 Deutschneudorf
    - 037369 Wolkenstein

  - 03737 Rochlitz
  - 03738
    - 037381 Penig
    - 037382 Geringswalde
    - 037383 Lunzenau
    - 037384 Wechselburg
- 0374 – Plauen und Umgebung
  - 03741 Plauen
  - 03742
    - 037421 Oelsnitz/Vogtl.
    - 037422 Markneukirchen
    - 037423 Adorf/Vogtl.

  - 03743
    - 037430 Eichigt
    - 037431 Rosenbach/Vogtl.
    - 037432 Pausa-Mühltroff
    - 037433 Weischlitz: Ortsteil Gutenfürst
    - 037434 Bösenbrunn: Ortsteil Bobenneukirchen
    - 037435 Weischlitz: Ortsteil Reuth
    - 037436 Weischlitz
    - 037437 Bad Elster
    - 037438 Bad Brambach
    - 037439 Pöhl: Ortsteil Jocketa

  - 03744 Auerbach/Vogtl.
  - 03745 Falkenstein/Vogtl.
  - 03746
    - 037462 Steinberg: Ortsteil Rothenkirchen
    - 037463 Bergen
    - 037464 Schöneck/Vogtl.
    - 037465 Muldenhammer: Ortsteil Tannenbergsthal
    - 037467 Klingenthal
    - 037468 Treuen
- 0375  Zwickau
- 0376 – Umgebung von Zwickau
  - 03760
    - 037600 Neumark
    - 037601 Mülsen
    - 037602 Kirchberg
    - 037603 Wildenfels
    - 037604 Zwickau: Ortsteil Mosel
    - 037605 Hartenstein
    - 037606 Lengenfeld
    - 037607 Lichtentanne: Ortsteil Ebersbrunn
    - 037608 Waldenburg
    - 037609 Limbach-Oberfrohna: Ortsteil Wolkenburg

  - 03761 Werdau
  - 03762 Crimmitschau
  - 03763 Glauchau
  - 03764 Meerane
  - 03765 Reichenbach im Vogtland
- 0377 – Aue-Bad Schlema und Umgebung
  - 03771 Aue-Bad Schlema
  - 03772 Schneeberg
  - 03773 Johanngeorgenstadt
  - 03774 Schwarzenberg/Erzgeb.
  - 03775
    - 037752 Eibenstock
    - 037754 Zwönitz
    - 037755 Schönheide
    - 037756 Breitenbrunn/Erzgeb.
    - 037757 Breitenbrunn/Erzgeb.: Ortsteil Rittersgrün

## 038 – Rostock und Umgebung
- 0381  Rostock
- 0382 – Umgebung von Rostock
  - 03820
    - 038201 Gelbensande
    - 038202      Klein Kussewitz: Ortsteil Volkenshagen; Mönchhagen
    - 038203 Bad Doberan
    - 038204 Broderstorf
    - 038205 Tessin (bei Rostock)
    - 038206 Graal-Müritz
    - 038207 Kritzmow
    - 038208 Dummerstorf: Ortsteil Kavelstorf
    - 038209 Sanitz

  - 03821 Ribnitz-Damgarten; Ahrenshagen-Daskow
  - 03822
    - 038220 Ahrenshoop; Wustrow
    - 038221 Marlow
    - 038222 Ahrenshagen-Daskow: Ortsteile Gruel und Tribohm; Semlow
    - 038223 Ribnitz-Damgarten: Ortsteile Beiershagen, Dechowshof und Langendamm; Saal
    - 038224 Marlow: Ortsteil Gresenhorst
    - 038225 Ahrenshagen-Daskow: Ortsteile Prusdorf und Todenhagen; Schlemmin; Trinwillershagen
    - 038226 Dierhagen
    - 038227 Divitz-Spoldershagen: Ortsteil Spoldershagen; Lüdershagen; Saal: Ortsteile Bartelshagen II b. Barth und Hessenburg
    - 038228      Dettmannsdorf; Gnewitz
    - 038229 Bad Sülze

  - 03823
    - 038231 Barth; Divitz-Spoldershagen: Ortsteil Divitz; Fuhlendorf, Groß Kordshagen, Kenz-Küstrow, Löbnitz: Ortsteil Saatel; Pruchten
    - 038232 Zingst
    - 038233 Prerow; Wieck a. Darß
    - 038234 Born a. Darß

  - 03829
    - 038292 Kröpelin
    - 038293 Kühlungsborn
    - 038294 Neubukow
    - 038295 Satow
    - 038296 Bastorf; Rerik
    - 038297  Carinerland: Ortsteil Moitin; Kirch Mulsow
- 0383 – Stralsund und Umgebung
  - 03830
    - 038300 Insel Hiddensee
    - 038301 Putbus
    - 038302 Glowe; Lietzow; Lohme; Sagard
    - 038303 Baabe; Sellin
    - 038304 Garz/Rügen
    - 038305 Gingst
    - 038306 Altefähr; Dreschvitz; Rambin; Samtens
    - 038307 Gustow; Poseritz
    - 038308 Gager; Göhren; Middelhagen; Thiessow
    - 038309 Neuenkirchen; Schaprode, Trent

  - 03831 Stralsund; Kramerhof; Lüssow; Wendorf
  - 03832
    - 038320 Gremersdorf-Buchholz: Ortsteile Angerode, Gremersdorf und Pöglitz; Tribsees
    - 038321 Kummerow; Neu Bartelshagen; Niepars; Pantelitz
    - 038322 Franzburg; Gremersdorf-Buchholz: Ortsteile Grenzin, Hohenbarnekow, Neumühl und Wolfsdorf: Millienhagen-Oebelitz; Richtenberg; Weitenhagen
    - 038323 Altenpleen; Groß Mohrdorf; Klausdorf; Preetz; Prohn
    - 038324 Karnin; Löbnitz; Velgast
    - 038325 Gremersdorf-Buchholz: Ortsteile Buchholz und Eichholz; Papenhagen; Splietsdorf
    - 038326 Grimmen; Süderholz: Ortsteile Barkow, Bartmannshagen, Boltenhagen, Kaschow, Klevenow und Willerswalde; Wendisch Baggendorf
    - 038327 Elmenhorst; Jakobsdorf; Steinhagen; Wittenhagen; Zarrendorf
    - 038328 Sundhagen: Ortsteile Behnkendorf, Brandshagen, Miltzow und Reinberg

  - 03833
    - 038331 Süderholz: Ortsteile Bretwisch, Dönnie, Grabow, Grischow, Gölzow-Dorf, Poggendorf, Rakow und Wüstenbilow
    - 038332 Süderholz: Ortsteile Griebenow, Groß Bisdorf, Kandelin, Klein Bisdorf, Kreutzmannshagen, Lüssow, Neuendorf, Prützmannshagen, Schmietkow, Willershusen, Wüst Eldena, Wüsteney und Zarnewanz
    - 038333 Sundhagen: Ortsteile Horst und Wilmshagen
    - 038334 Glewitz

  - 03834 Greifswald
  - 03835
    - 038351 Mesekenhagen; Sundhagen: Ortsteil Kirchdorf
    - 038352 Hanshagen; Kemnitz
    - 038353 Gützkow
    - 038354 Wusterhusen
    - 038355 Züssow
    - 038356 Behrenhoff

  - 03836 Wolgast
  - 03837
    - 038370 Kröslin
    - 038371 Karlshagen; Peenemünde; Trassenheide
    - 038372 Usedom
    - 038373 Katzow
    - 038374 Lassan
    - 038375 Ückeritz
    - 038376 Zirchow
    - 038377 Zinnowitz
    - 038378 Heringsdorf
    - 038379 Benz; Mellenthin

  - 03838 Bergen auf Rügen; Buschvitz; Parchtitz; Patzig; Ralswiek; Rappin; Sehlen
  - 03839
    - 038391 Altenkirchen
    - 038392 Sassnitz
    - 038393 Binz; Zirkow
- 0384 – Wismar und Umgebung
  - 03841 Wismar
  - 03842
    - 038422 Neukloster
    - 038423 Bad Kleinen
    - 038424 Bobitz
    - 038425 Insel Poel: Ortsteil Kirchdorf
    - 038426 Neuburg
    - 038427 Blowatz
    - 038428 Hohenkirchen
    - 038429 Glasin

  - 03843 Güstrow
  - 03844 Schwaan
  - 03845
    - 038450 Tarnow
    - 038451 Hoppenrade
    - 038452 Lalendorf
    - 038453 Mistorf
    - 038454 Laage: Ortsteil Kritzkow
    - 038455 Plaaz
    - 038456 Lalendorf: Ortsteil Langhagen
    - 038457 Krakow am See
    - 038458 Zehna
    - 038459 Laage

  - 03846
    - 038461 Bützow
    - 038462 Baumgarten
    - 038464 Bernitt
    - 038466 Jürgenshagen

  - 03847 Sternberg
  - 03848
    - 038481 Witzin
    - 038482 Warin
    - 038483 Brüel
    - 038484 Ventschow
    - 038485 Dabel
    - 038486 Kuhlen-Wendorf: Ortsteil Gustävel
    - 038488 Demen
- 0385  Schwerin
- 0386 – Umgebung von Schwerin
  - 03860 Raben Steinfeld; Pinnow
  - 03861 Plate
  - 03863 Crivitz
  - 03865 Holthusen
  - 03866 Cambs
  - 03867 Lübstorf
  - 03868 Rastow
  - 03869 Dümmer
- 0387 – Parchim und Umgebung
  - 03871 Parchim
  - 03872
    - 038720 Obere Warnow: Ortsteil Grebbin
    - 038721 Ziegendorf
    - 038722 Lewitzrand: Ortsteil Raduhn
    - 038723 Zölkow: Ortsteil Kladrum
    - 038724 Siggelkow
    - 038725 Groß Godems
    - 038726 Spornitz
    - 038727 Mestlin
    - 038728 Domsühl
    - 038729 Marnitz

  - 03873
    - 038731 Lübz
    - 038732 Gallin
    - 038733 Gehlsbach: Ortsteil Karbow-Vietlübbe
    - 038735 Plau am See
    - 038736 Goldberg
    - 038737 Ganzlin
    - 038738 Plau am See: Ortsteil Karow

  - 03874 Ludwigslust
  - 03875
    - 038750 Malliß
    - 038751 Picher
    - 038752 Zierzow
    - 038753 Wöbbelin
    - 038754 Leussow
    - 038755 Eldena
    - 038756 Grabow
    - 038757 Neustadt-Glewe
    - 038758 Dömitz
    - 038759 Vielank: Ortsteil Tewswoos

  - 03876 Perleberg
  - 03877 Wittenberge
  - 03878
    - 038780 Lanz
    - 038781 Lenzen (Elbe): Ortsteil Mellen
    - 038782 Gülitz-Reetz: Ortsteil Reetz
    - 038783 Karstädt in Brandenburg: Ortsteil Dallmin
    - 038784 Plattenburg: Ortsteil Kleinow
    - 038785 Berge
    - 038787 Glöwen
    - 038788 Karstädt in Brandenburg: Ortsteil Groß Warnow
    - 038789 Groß Pankow: Ortsteil Wolfshagen

  - 03879
    - 038791 Bad Wilsnack
    - 038792 Lenzen (Elbe)
    - 038793 Perleberg: Ortsteil Dergenthin
    - 038794 Cumlosen
    - 038796 Plattenburg: Ortsteil Viesecke
    - 038797 Karstädt in Brandenburg
- 0388 – Grevesmühlen und Umgebung
  - 03881 Grevesmühlen
  - 03882
    - 038821 Lüdersdorf
    - 038822 Rüting: Ortsteil Diedrichshagen
    - 038823 Selmsdorf
    - 038824 Stepenitztal: Ortsteil Mallentin
    - 038825 Klütz
    - 038826 Dassow
    - 038827 Kalkhorst
    - 038828 Schönberg

  - 03883 Hagenow
  - 03884
    - 038841 Amt Neuhaus
    - 038842 Greven: Ortsteil Lüttenmark
    - 038843 Vellahn: Ortsteil Bennin
    - 038844 Bleckede: Ortsteile Neu Bleckede und Neu Wendischthun; Neu Gülze
    - 038845 Amt Neuhaus: Ortsteil Kaarßen
    - 038847 Boizenburg/Elbe
    - 038848 Vellahn

  - 03885
    - 038850 Gammelin
    - 038851 Zarrentin am Schaalsee
    - 038852 Wittenburg
    - 038853 Wittendörp: Ortsteil Drönnewitz
    - 038854 Redefin
    - 038855 Lübtheen
    - 038856 Pritzier
    - 038858 Zarrentin am Schaalsee: Ortsteil Lassahn
    - 038859 Alt Zachun

  - 03886 Gadebusch
  - 03887
    - 038871 Mühlen Eichsen
    - 038872 Rehna
    - 038873 Carlow
    - 038874 Lützow
    - 038875 Schlagsdorf
    - 038876 Roggendorf

## 039 – Magdeburg und Umgebung sowie Neubrandenburg und Umgebung
- 0390 – Salzwedel und Umgebung
  - 03900
    - 039000 Beetzendorf
    - 039001 Apenburg-Winterfeld: Ortsteil Apenburg
    - 039002 Oebisfelde-Weferlingen: Ortsteil Oebisfelde
    - 039003 Jübar
    - 039004 Gardelegen: Ortschaft Köckte
    - 039005 Klötze: Ortsteil Kusey
    - 039006 Gardelegen: Ortschaft Miesterhorst
    - 039007 Beetzendorf: Ortsteil Tangeln
    - 039008 Klötze: Ortsteil Kunrau
    - 039009 Kalbe (Milde): Ortsteil Badel

  - 03901 Salzwedel
  - 03902 Diesdorf
  - 03903
    - 039030 Kalbe (Milde): Ortsteil Brunau
    - 039031 Dähre
    - 039032 Salzwedel: Ortsteil Mahlsdorf
    - 039033 Wallstawe
    - 039034 Arendsee (Altmark): Ortschaft Fleetmark
    - 039035 Kuhfelde
    - 039036 Arendsee (Altmark): Ortschaft Binde
    - 039037 Salzwedel: Ortsteil Pretzier
    - 039038 Salzwedel: Ortsteil Henningen
    - 039039 Dähre: Ortsteil Bonese

  - 03904 Haldensleben
  - 03905
    - 039050 Erxleben: Ortsteil Bartensleben
    - 039051 Calvörde
    - 039052 Erxleben
    - 039053 Haldensleben: Ortsteil Süplingen
    - 039054 Flechtingen
    - 039055 Oebisfelde-Weferlingen: Ortsteil Hörsingen
    - 039056 Calvörde: Ortsteil Klüden
    - 039057 Oebisfelde-Weferlingen: Ortsteil Rätzlingen
    - 039058 Haldensleben: Ortsteil Uthmöden
    - 039059 Calvörde: Ortsteil Wegenstedt

  - 03906
    - 039061 Oebisfelde-Weferlingen: Ortsteil Weferlingen
    - 039062 Hohe Börde: Ortsteil Bebertal

  - 03907 Gardelegen
  - 03908
    - 039080 Kalbe (Milde)
    - 039081 Kalbe (Milde): Ortsteil Kakerbeck
    - 039082 Gardelegen: Ortschaft Mieste
    - 039083 Bismark (Altmark): Ortschaft Meßdorf
    - 039084 Gardelegen: Ortschaft Lindstedt
    - 039085 Gardelegen: Ortschaft Zichtau
    - 039086 Gardelegen: Ortsteil Jävenitz
    - 039087 Gardelegen: Ortsteil Jerchel
    - 039088 Gardelegen: Ortschaft Letzlingen
    - 039089 Bismark (Altmark)

  - 03909 Klötze
- 0391  Magdeburg; Sülzetal: Ortsteil Dodendorf
- 0392 – Umgebung von Magdeburg
  - 03920
    - 039200 Gommern
    - 039201 Wolmirstedt
    - 039202 Niedere Börde: Ortsteil Groß Ammensleben
    - 039203 Barleben
    - 039204 Hohe Börde: Ortsteil Niederndodeleben
    - 039205 Sülzetal: Ortsteil Langenweddingen
    - 039206 Hohe Börde: Ortsteil Eichenbarleben
    - 039207 Colbitz
    - 039208 Loitsche-Heinrichsberg: Ortsteil Loitsche
    - 039209 Wanzleben-Börde: Ortsteil Stadt Wanzleben

  - 03921 Burg
  - 03922
    - 039221 Möckern
    - 039222 Möser
    - 039223 Möckern: Ortschaft Theeßen
    - 039224 Möckern: Ortschaft Büden
    - 039225 Möckern: Siedlung Altengrabow im Ortsteil Dörnitz
    - 039226 Möckern: Ortschaft Hohenziatz

  - 03923 Zerbst/Anhalt
  - 03924
    - 039241 Gommern: Ortsteil Leitzkau
    - 039242 Gommern: Ortsteil Prödel
    - 039243 Zerbst/Anhalt: Ortsteil Nedlitz (Zerbst)
    - 039244 Zerbst/Anhalt: Ortsteil Steutz
    - 039245 Möckern: Ortschaft Loburg
    - 039246 Zerbst/Anhalt: Ortsteil Stadt Lindau
    - 039247 Zerbst/Anhalt: Ortsteil Güterglück
    - 039248 Zerbst/Anhalt: Ortsteil Dobritz

  - 03925 Staßfurt
  - 03926
    - 039262 Güsten
    - 039263 Bördeaue: Ortsteil Unseburg
    - 039264 Kroppenstedt
    - 039265 Staßfurt: Ortsteil Löderburg
    - 039266 Staßfurt: Ortsteil Förderstedt
    - 039267 Hecklingen: Ortsteil Schneidlingen
    - 039268 Egeln

  - 03928 Schönebeck (Elbe)
  - 03929
    - 039291 Calbe (Saale)
    - 039292 Biederitz
    - 039293 Wanzleben-Börde: Ortsteil Dreileben
    - 039294 Barby: Ortsteil Groß Rosenburg
    - 039295 Barby: Ortsteil Zuchau
    - 039296 Bördeland: Ortsteil Welsleben
    - 039297 Bördeland: Ortsteil Eickendorf
    - 039298 Barby
- 0393 – Stendal und Umgebung
  - 03931 Stendal
  - 03932
    - 039320 Bismark (Altmark): Ortsteil Schinne
    - 039321 Arneburg
    - 039322 Tangermünde
    - 039323 Schönhausen (Elbe)
    - 039324 Bismark (Altmark): Ortsteil Kläden
    - 039325 Stendal: Ortsteil Vinzelberg
    - 039327 Klietz
    - 039328 Rochau
    - 039329 Stendal: Ortsteil Möringen

  - 03933 Genthin
  - 03934
    - 039341 Jerichow: Ortschaft Redekin
    - 039342 Genthin: Ortsteil Gladau
    - 039343 Jerichow
    - 039344 Elbe-Parey: Ortsteil Güsen
    - 039345 Genthin: Ortsteil Parchen
    - 039346 Genthin: Ortsteil Tucheim
    - 039347 Jerichow: Ortschaft Kade
    - 039348 Jerichow: Ortschaft Klitsche
    - 039349 Elbe-Parey: Ortsteil Parey

  - 03935 Tangerhütte
  - 03936
    - 039361 Tangerhütte: Ortsteil Lüderitz
    - 039362 Tangerhütte: Ortsteil Grieben
    - 039363 Angern
    - 039364 Burgstall: Ortsteil Dolle
    - 039365 Tangerhütte: Ortsteil Bellingen
    - 039366 Tangerhütte: Ortsteil Kehnert

  - 03937 Osterburg (Altmark)
  - 03938
    - 039382 Kamern
    - 039383 Sandau (Elbe)
    - 039384 Arendsee (Altmark)
    - 039386 Seehausen (Altmark)
    - 039387 Havelberg
    - 039388 Goldbeck
    - 039389 Schollene

  - 03939
    - 039390 Iden
    - 039391 Altmärkische Höhe: Ortsteil Lückstedt
    - 039392 Osterburg (Altmark): Ortsteil Rönnebeck
    - 039393 Werben (Elbe)
    - 039394 Hohenberg-Krusemark
    - 039395 Aland: Ortsteil Wanzer
    - 039396 Altmärkische Wische: Ortsteil Neukirchen (Altmark)
    - 039397 Seehausen (Altmark): Ortsteil Geestgottberg
    - 039398 Zehrental: Ortsteil Groß Garz
    - 039399 Arendsee (Altmark): Ortschaft Kleinau
- 0394 – Halberstadt und Umgebung
  - 03940
    - 039400 Wefensleben
    - 039401 Am Großen Bruch: Ortsteil Neuwegersleben
    - 039402 Völpke
    - 039403 Gröningen
    - 039404 Ausleben
    - 039405 Hötensleben
    - 039406 Harbke
    - 039407 Wanzleben-Börde: Ortsteil Stadt Seehausen
    - 039408 Oschersleben (Bode): Ortsteil Stadt Hadmersleben
    - 039409 Eilsleben

  - 03941 Halberstadt
  - 03942
    - 039421 Osterwieck
    - 039422 Huy: Ortsteil Badersleben
    - 039423 Wegeleben
    - 039424 Schwanebeck
    - 039425 Huy: Ortsteil Dingelstedt am Huy
    - 039426 Osterwieck: Ortsteil Hessen am Fallstein
    - 039427 Halberstadt: Ortsteil Schachdorf Ströbeck
    - 039428 Huy: Ortsteil Pabstorf

  - 03943 Wernigerode
  - 03944 Blankenburg (Harz)
  - 03945
    - 039451 Nordharz: Ortsteil Wasserleben
    - 039452 Ilsenburg (Harz)
    - 039453 Blankenburg (Harz): Ortsteil Stadt Derenburg
    - 039454 Oberharz am Brocken: Ortsteil Stadt Elbingerode (Harz)
    - 039455 Wernigerode: Ortsteil Schierke (Ortsteil der Stadt Wernigerode)
    - 039456 Thale: Ortsteil Altenbrak (Ortsteil der Stadt Thale)
    - 039457 Oberharz am Brocken: Stadt Benneckenstein (Harz)
    - 039458 Nordharz: Ortsteil Heudeber
    - 039459 Oberharz am Brocken: Stadt Hasselfelde

  - 03946 Quedlinburg
  - 03947 Thale
  - 03948
    - 039481 Hedersleben
    - 039482 Seeland: Ortsteil Gatersleben
    - 039483 Ballenstedt
    - 039484 Harzgerode
    - 039485 Quedlinburg: Ortsteil Gernrode
    - 039487 Thale: Ortsteil Friedrichsbrunn
    - 039488 Harzgerode: Ortsteil Stadt Güntersberge
    - 039489 Harzgerode: Ortsteil Straßberg

  - 03949 Oschersleben (Bode)
- 0395  Neubrandenburg
- 0396 – Umgebung von Neubrandenburg
  - 03960
    - 039600 Wolde: Ortsteil Zwiedorf
    - 039601 Friedland
    - 039602 Knorrendorf
    - 039603 Burg Stargard
    - 039604 Wildberg
    - 039605 Groß Nemerow
    - 039606 Friedland: Ortsteil Glienke
    - 039607 Galenbeck: Ortsteil Kotelow
    - 039608 Staven

  - 03961 Altentreptow
  - 03962 Penzlin
  - 03963 Woldegk
  - 03964 Woldegk: Ortsteil Bredenfelde
  - 03965 Burow
  - 03966 Cölpin
  - 03967 Woldegk: Ortsteil Oertzenhof
  - 03968 Schönbeck
  - 03969 Siedenbollentin
- 0397 – Anklam und Umgebung
  - 03971 Anklam
  - 03972
    - 039721 Neetzow-Liepen: Ortsteil Liepen
    - 039722 Sarnow
    - 039723 Krien
    - 039724 Klein Bünzow
    - 039726 Ducherow
    - 039727 Spantekow
    - 039728 Medow

  - 03973 Pasewalk
  - 03974
    - 039740 Uckerland: Ortsteil Nechlin
    - 039741 Jatznick
    - 039742 Brüssow
    - 039743 Zerrenthin
    - 039744 Rothenklempenow
    - 039745 Uckerland: Ortsteil Hetzdorf
    - 039746 Krackow
    - 039747 Rollwitz: Ortsteil Züsedom
    - 039748 Viereck
    - 039749 Grambow

  - 03975
    - 039751 Penkun
    - 039752 Jatznick: Ortsteil Blumenhagen
    - 039753 Strasburg (Uckermark)
    - 039754 Löcknitz

  - 03976 Torgelow
  - 03977
    - 039771 Ueckermünde
    - 039772 Rothemühl
    - 039773 Altwarp
    - 039774 Mönkebude
    - 039775 Ahlbeck (bei Ueckermünde)
    - 039776 Hintersee
    - 039777 Altwigshagen: Ortsteil Borckenfriede
    - 039778 Ferdinandshof
    - 039779 Eggesin
- 0398 – Neustrelitz und Umgebung
  - 03981 Neustrelitz
  - 03982
    - 039820 Feldberger Seenlandschaft: Ortsteil Triepkendorf
    - 039821 Carpin
    - 039822 Kratzeburg
    - 039823 Rechlin
    - 039824 Hohenzieritz
    - 039825 Wokuhl-Dabelow
    - 039826 Blankensee
    - 039827 Schwarz
    - 039828 Wustrow
    - 039829 Mirow: Ortsteil Blankenförde

  - 03983
    - 039831 Feldberger Seenlandschaft: Ortsteil Feldberg
    - 039832 Wesenberg
    - 039833 Mirow

  - 03984 Prenzlau
  - 03985
    - 039851 Göritz
    - 039852 Nordwestuckermark: Ortsteil Schönermark
    - 039853 Nordwestuckermark: Ortsteil Holzendorf
    - 039854 Schenkenberg: Ortsteil Kleptow
    - 039855 Nordwestuckermark: Ortsteil Parmen-Weggun
    - 039856 Nordwestuckermark: Ortsteil Beenz
    - 039857 Grünow: Ortsteil Drense
    - 039858 Uckerfelde: Ortsteile Bertikow und Bietikow
    - 039859 Nordwestuckermark: Ortsteil Fürstenwerder

  - 03986
    - 039861 Gramzow
    - 039862 Randowtal: Ortsteil Schmölln
    - 039863 Oberuckersee: Ortsteil Seehausen

  - 03987 Templin
  - 03988
    - 039881 Temmen-Ringenwalde: Ortsteil Ringenwalde
    - 039882 Templin: Ortsteil Gollin
    - 039883 Templin: Ortsteil Groß Dölln
    - 039884 Boitzenburger Land: Ortsteil Haßleben
    - 039885 Boitzenburger Land: Ortsteil Jakobshagen
    - 039886 Milmersdorf
    - 039887 Gerswalde
    - 039888 Lychen
    - 039889 Boitzenburger Land: Ortsteil Boitzenburg
- 0399 – Waren und Umgebung
  - 03991 Waren (Müritz)
  - 03992
    - 039921 Ankershagen
    - 039922 Dambeck
    - 039923 Priborn
    - 039924 Stuer
    - 039925 Wredenhagen
    - 039926 Grabowhöfe
    - 039927 Nossentiner Hütte
    - 039928 Möllenhagen
    - 039929 Jabel

  - 03993
    - 039931 Röbel/Müritz
    - 039932 Malchow
    - 039933 Vollrathsruhe
    - 039934 Groß Plasten

  - 03994 Malchin
  - 03995
    - 039951 Faulenrost
    - 039952 Grammentin
    - 039953 Moltzow: Ortsteil Schwinkendorf
    - 039954 Stavenhagen
    - 039955 Jürgenstorf
    - 039956 Neukalen
    - 039957 Gielow
    - 039959 Dargun

  - 03996 Teterow
  - 03997
    - 039971 Gnoien
    - 039972 Walkendorf
    - 039973 Altkalen
    - 039975 Thürkow
    - 039976 Prebberede: Ortsteil Groß Bützin
    - 039977 Jördenstorf
    - 039978 Groß Roge

  - 03998 Demmin
  - 03999
    - 039991 Daberkow
    - 039992 Görmin
    - 039993 Hohenmocker
    - 039994 Borrentin: Ortsteil Metschow
    - 039995 Nossendorf
    - 039996 Sarow: Ortsteil Törpin
    - 039997 Jarmen
    - 039998 Loitz
    - 039999 Tutow